# Honda Crossroad
Honda Crossroad – osobowy samochód sportowo-użytkowy produkowany przez japoński koncern motoryzacyjny Honda Motor Company w latach 1993 – 1998 oraz ponownie w latach 2007 – 2010.

## Pierwsza generacja
Honda Crossorad I produkowana była w latach 1993 – 1998.

### Historia i opis modelu
Honda Crossroad I to Land Rover Discovery I generacji sprzedawany na rynku japońskim na podstawie obustronnej umowy pomiędzy Hondą oraz brytyjskim koncernem Rover. Od pierwowzoru pojazd nie różnił się niczym poza znaczkami firmowymi oraz paletą jednostek napędowych ograniczoną do jednego silnika.

## Druga generacja
Honda Crossroad II została po raz pierwszy oficjalnie zaprezentowana w 2007 roku.

### Historia i opis modelu

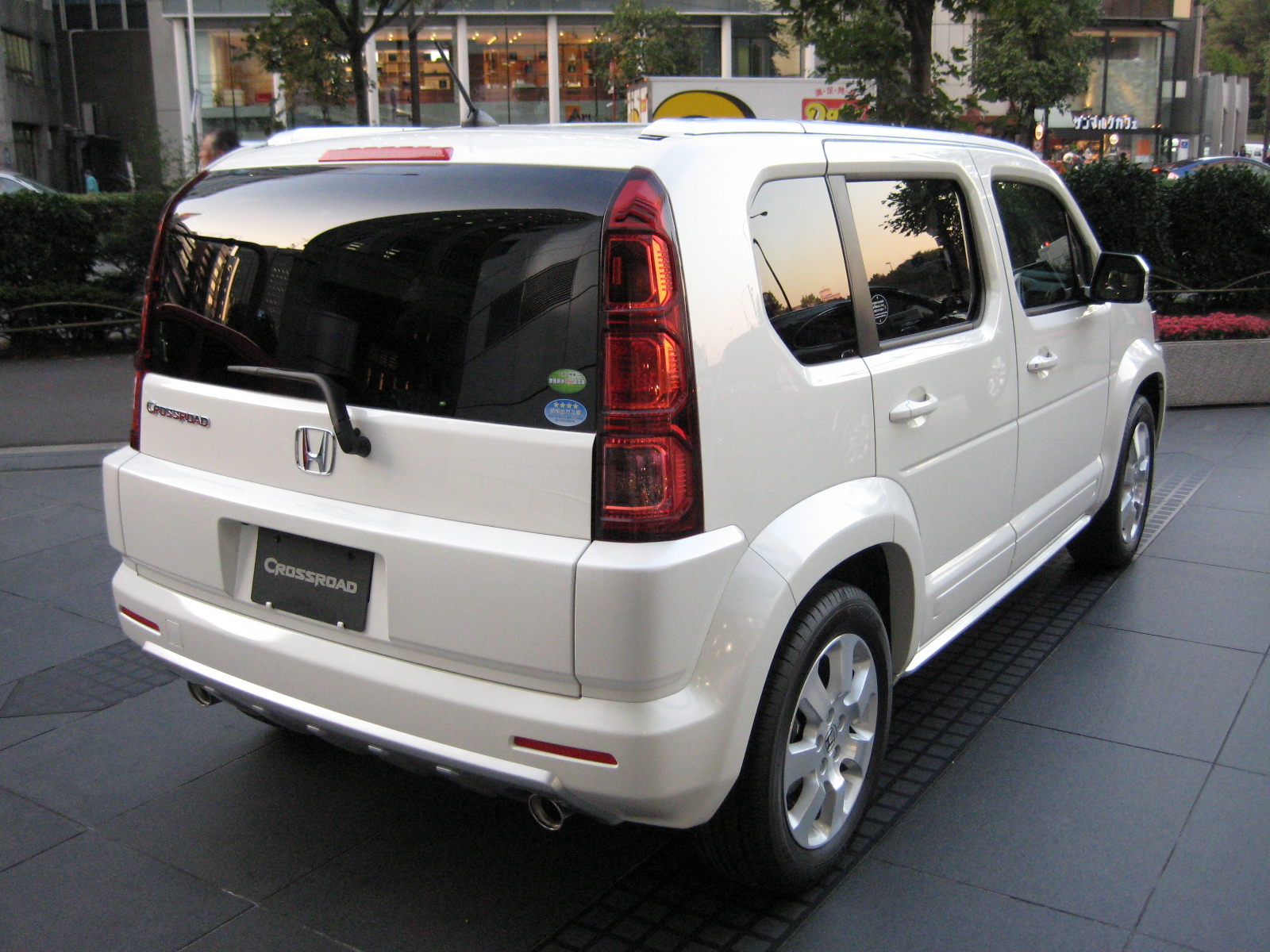
Honda Crossroad II – tył

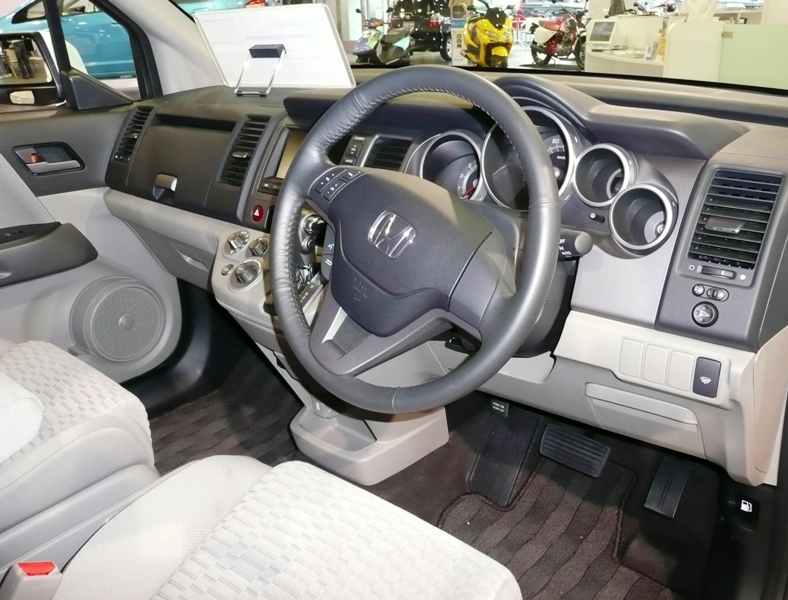
Honda Crossroad II – wnętrze

Design pojazd przypomina bok Hondy Element oraz tył HR-V I.

### Wyposażenie
W zależności od wersji wyposażeniowej auto mogło być wyposażone m.in. w system ABS, komplet poduszek powietrznych, system zapobiegający staczaniu się pojazdu przy ruszaniu na wzniesieniu (HSA), system CMBS zmniejszający następstwa kolizji, adaptacyjny tempomat, wielofunkcyjną kierownicę, elektryczne sterowanie szyb, elektryczne sterowanie lusterek, system nawigacji satelitarnej oraz światła przeciwmgłowe.